# Neckera pilifera
Neckera pilifera là một loài rêu trong họ Neckeraceae. Loài này được (Sw.) Spruce mô tả khoa học đầu tiên năm 1847.